# Tito Vilanova
Francesc „Tito“ Vilanova i Bayó (17. září 1968 – 25. dubna 2014, Bellcaire d'Empordà, Španělsko) byl katalánský fotbalista, který hrál na pozici středního záložníka, a fotbalový trenér. Tým FC Barcelona dovedl v sezoně 2012/13 k ligovému titulu.

## Hráčská kariéra

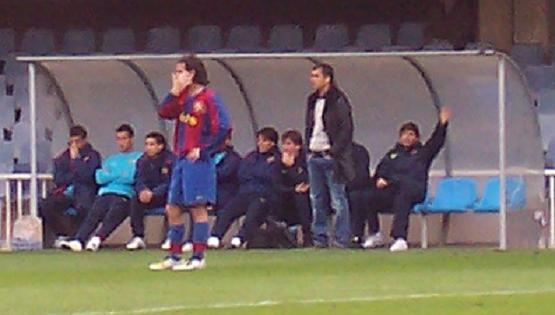
Vilanova (vpravo) asistent Barcelony B.

Vilanova se narodil v Bellcaire d'Empordà, Girona, Katalánsko. V roce 1990, po absolvování mládežnické akademie Barcelony opustil klub, jelikož nebyl schopen se dostat do prvního týmu. Jeho další klub byl také v rodném regionu, UE Figueres. Tito týmu pomohl v sezóně 1991/92 k historicky nejlepšímu umístění v Segunda División (3. místo).
Následně se Vilanova přesunul na vrchol se Celtou Vigo, ale celé tři roky nastupoval jen zřídkakdy. V roce 1995 se vrátil zpět do Segunda División, kde hrál za tým CD Badajoz a později RCD Mallorca; UE Lleida a Elche CF. Kariéru ukončil v UDA Gramenet – v rodném regionu.
V roce 1998, během své první sezóny v Lleidě, v zápase Copa Catalunya proti Barceloně trénované José Mourinhem (během turnaje zastupoval van Gaala jako hlavního kouče), dal Vilanova gól a stal se tak historicky prvním hráčem, který dal gól týmu vedenému tímto Portugalcem.

## Trenérská kariéra
Po své nenápadné hráčské kariéře – za 3 roky odehrál pouze 26 zápasů v Primera División – odešel pracovat do Barcelony (jeho první klub) jako asistent trenéra Pepa Guardioly. Byl součástí týmu, který vyhrál 14 titulů. Po odchodu Guardioly převzal v roce 2012 mužstvo a v sezóně 2012/13 jej dovedl (přes zdravotní potíže) k titulu ve španělské lize. V Lize mistrů 2012/13 byla Barcelona vyřazena v semifinále Bayernem Mnichov.
19. července 2013 ze zdravotních důvodů musel opustit trenérskou funkci v Barceloně. Zemřel 25. dubna 2014 ve věku pětačtyřiceti let, podlehl rakovině příušní žlázy.